# Armoiries de Maurice
Les armoiries de Maurice furent officialisées le 25 août 1906 et représentent plusieurs attributs de l'île.

## Description
Dans le quart inférieur gauche, il y a une clé sur un fond doré et, dans le droit, une étoile d'argent qui pointe une lumière sur un fond bleu. Dans les cadres supérieurs, on peut voir, dans le gauche, un navire (lymphad) qui symbolise la colonisation et dans le droit trois palmiers qui représentent la végétation tropicale du pays.
Le blason est flanqué de deux figures : à gauche, un oiseau dodo, espèce éteinte depuis le XVIIIe siècle, et à droite, un sambar. Dans la partie inférieure, sur une ceinture de gueules on peut lire la devise officielle du pays, en latin : Stella Clavisque Maris Indici (« L'Étoile et la Clé de l'Océan Indien »).